# Tricarpelema chinense
Tricarpelema chinense är en himmelsblomsväxtart som beskrevs av Hong De-Yuan. Tricarpelema chinense ingår i släktet Tricarpelema och familjen himmelsblomsväxter. Inga underarter finns listade.